# If You Were Still Around
If You Were Still Around est une chanson de John Cale sortie en 1982. La musique a été composée par John Cale et les paroles sont de Sam Shepard. La chanson se trouve sur l'album Music for a New Society,. En 2014, une nouvelle version de la chanson est sortie,.
Un clip est réalisé pour la version de 2014 par Abigail Portner ; il s'agit d'un hommage à Lou Reed, mort un an plus tôt. Il contient des images d'archives de ce chanteur,,.

## Reprises
Cette chanson a été reprise par de nombreux artistes parmi lesquels :
- Maria McKee sur l'album The Black Sessions (1996)[9].